# 什韋角

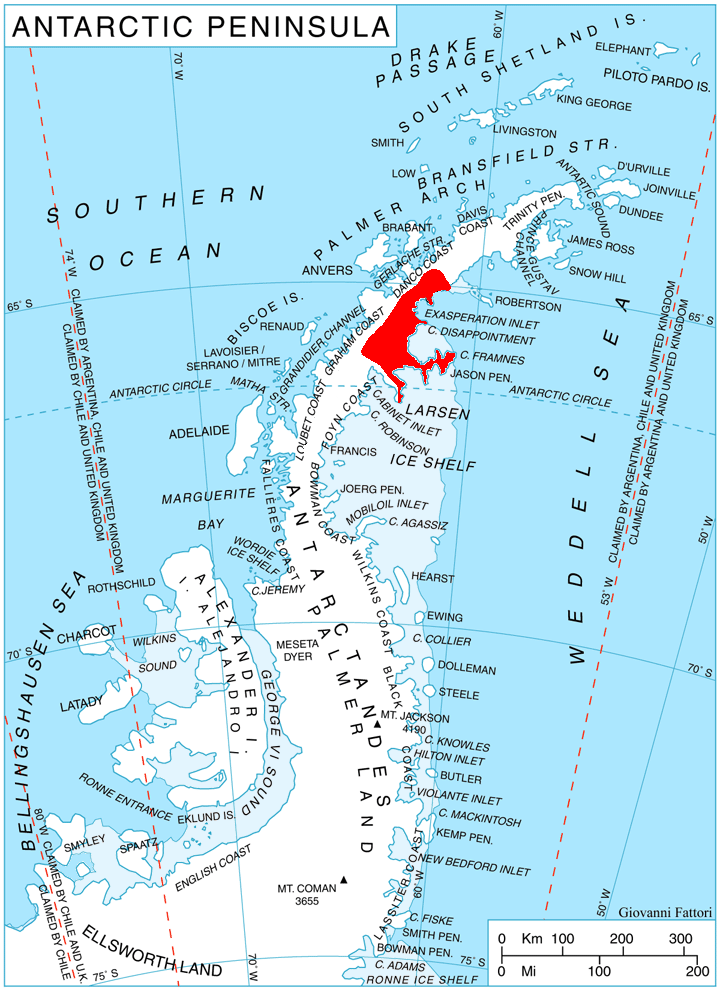

什韋角（英語：Shiver Point）是南極洲的海岬，位於葛拉漢地東部，處於費爾韋瑟角以西13公里，是阿爾塔內斯灣入口處的東部，最高點海拔高度670米，在1947年由英國的探險隊繪入地圖。
65°3′S 61°22′W / 65.050°S 61.367°W